# 公道60号線 (イスラエル)

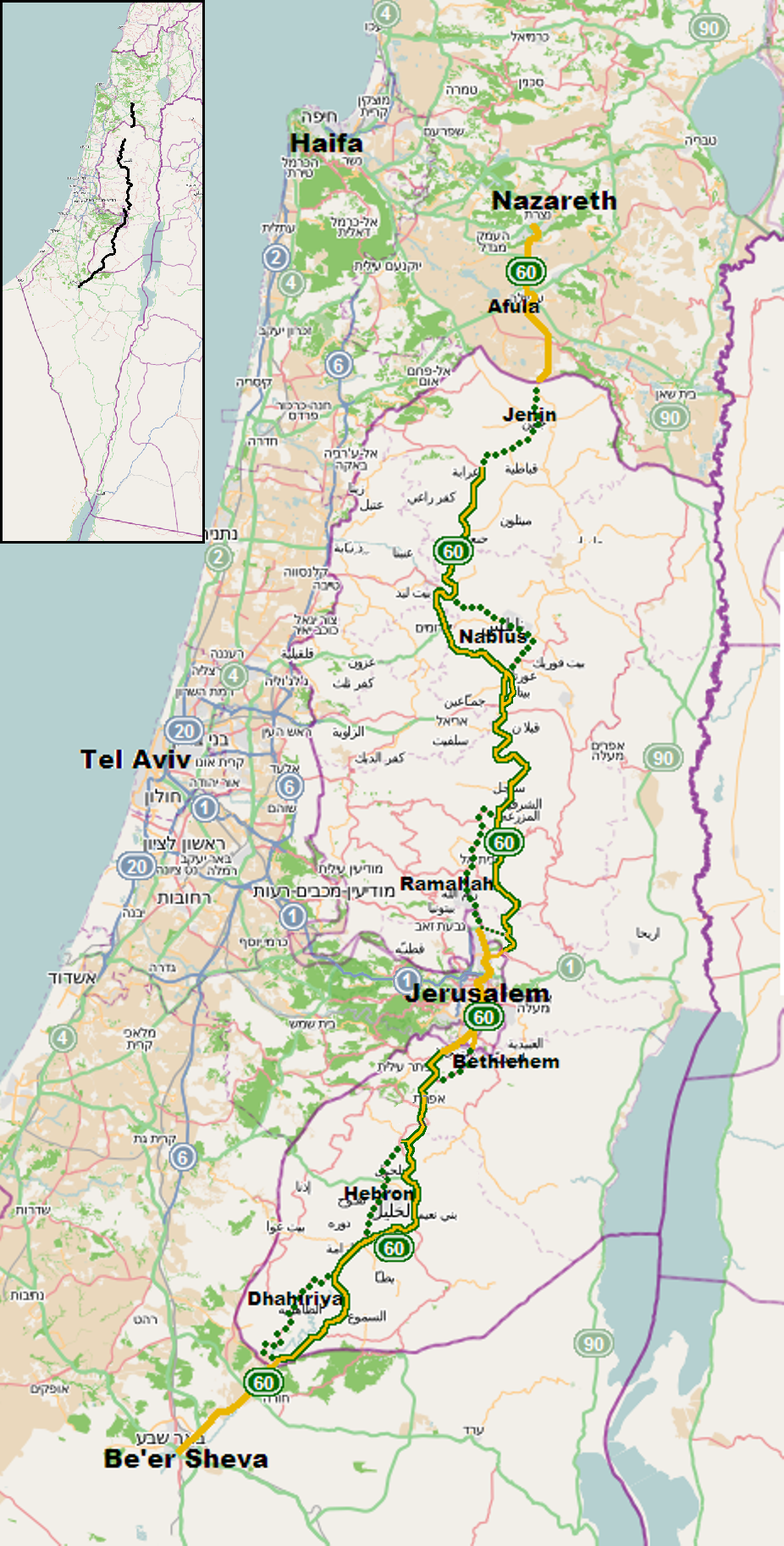
イスラエル公道60号線の路線図

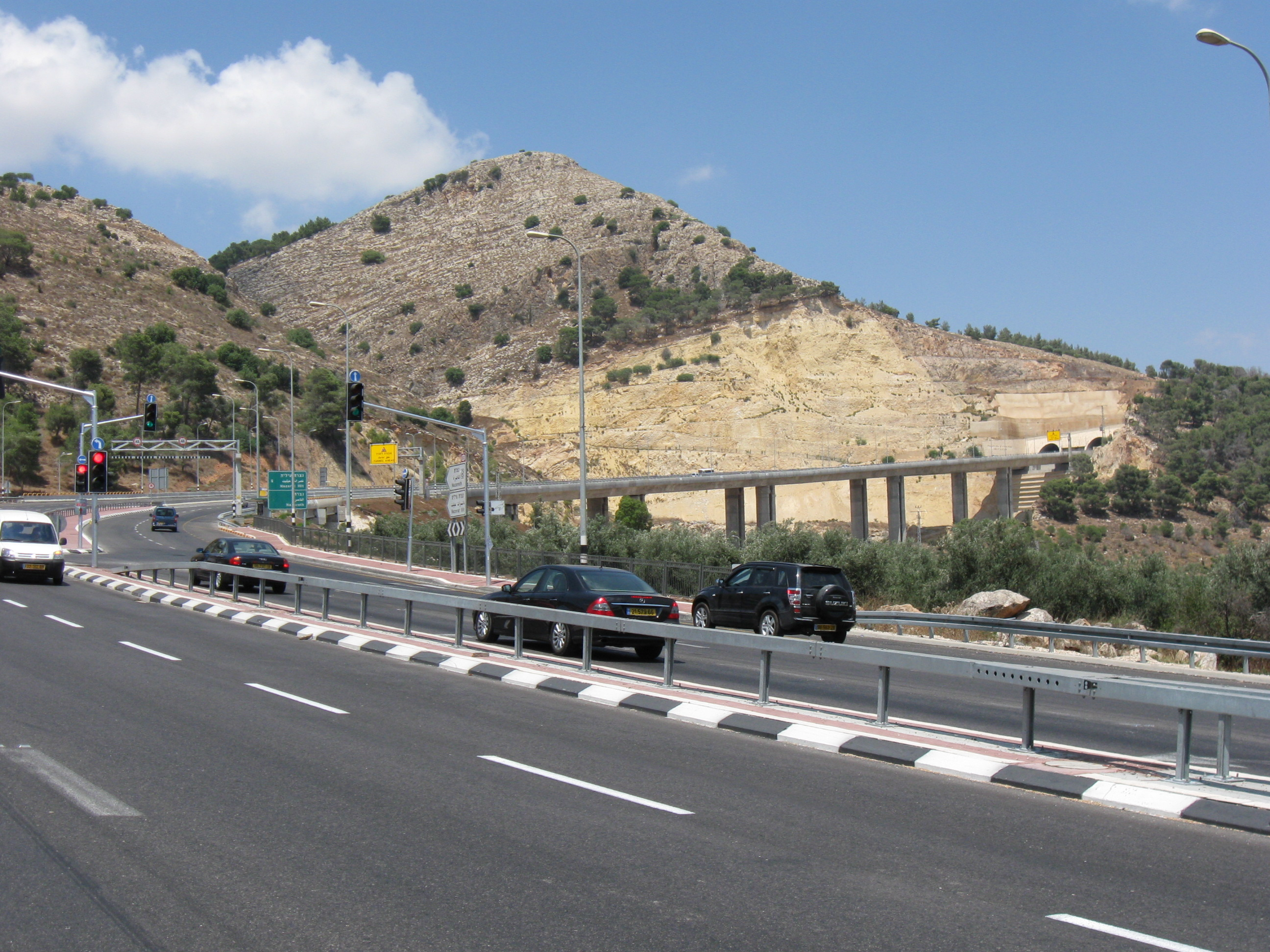
ナザレ南郊外のイスラエル公道60号線上で北を望む

公道60号線（こうどう60ごうせん、英語: Highway 60, Israel）はイスラエルのほぼ中央を北部地区のナザレを出て南下し、途中ヨルダン川西岸に入り、エルサレムを経て、イスラエルの南部地区のベエルシェバに達する南北を結ぶ220kmの国道である。

## 通過都市
公道60号線はイスラエルの中央の分水界を南北に走り、昔から「族長の道」（Way of the Patriarch）と呼ばれてきた歴史的な道またはそれに沿っている。
公道60号線は北部地区のナザレから南下してアフラを通り、途中ヨルダン川西岸地区へ入ってジェニーン、ナブルース（シェケム）、西岸地区暫定首都のラマッラーを通り、エルサレムに入りそこで公道1号線と交差し、そこからまた西岸地区に入りベツレヘム、ヘブロンを通り、またイスラエルのベエルシェバで公道40号線へ合流する（北西から来た公道40号線はさらにずっと南へ向かいエイラートの北で公道90号線へ合流）、南北を結ぶ220kmの国道である。
イスラエルと西岸地区の間では検問がある。

## エルサレム市内
エルサレム市内では、まず北郊外のフランス丘（French Hill）で公道1号線と交差し、次に市街区へ入るとエルサレム旧市街の東側の壁のすぐ外側を南北に走り、ダマスカス門ではエルサレム・ライトレールのダマスカス門駅がある。

## 参照項目
- 公道1号線
- 公道40号線